# Maltosio
Il maltosio è un composto chimico organico della famiglia dei glucidi disaccaridi, altrimenti chiamato zucchero di malto, e formato per condensazione di due molecole di glucosio attraverso un legame glicosidico 1α–4'. L'isomero isomaltosio ha invece due molecole di glucosio legate con legame 1α–6'. Il maltosio si ottiene per scissione operata dall'amilasi maltogenica sull'amido. È presente nei semi germinanti come quelli dell'orzo, quando scindono le loro riserve di amido da utilizzare come nutrimento.
A temperatura ambiente è un solido bianco e igroscopico.

## Proprietà chimiche
L'aggiunta di un'altra unità di glucosio produce il maltotriosio; l'ulteriore aggiunta produrrà le maltodestrine e infine l'amido (polimero del glucosio).
Il maltosio può essere scisso in due molecole di glucosio per effetto dell'idrolisi. Negli organismi viventi, l'enzima maltasi può raggiungere questo scopo molto rapidamente. In laboratorio, il riscaldamento con un acido forte per diversi minuti produrrà lo stesso risultato. L'isomaltosio viene scisso dall'isomaltasi.
Il maltosio presenta mutarotazione ed è uno zucchero riducente. Trova utilizzo in ambito alimentare, anche in forma di sciroppo, e come precursore del dolcificante maltitolo.

## Produzione di bevande alcoliche
La produzione dai cereali germoglianti, come l'orzo, ha un ruolo importante nella produzione della birra. Quando l'orzo è maltato, viene portato in una condizione in cui la concentrazione di amilasi maltogenica è massimizzata. Durante il processo di macerazione queste amilasi convertono gli amidi del cereale in maltosio. Il metabolismo del maltosio da parte dei lieviti durante la fermentazione porta quindi alla formazione di etanolo e biossido di carbonio.